# 오가 다케오
오가 다케오(일본어: 相賀武夫, 1897년 4월 2일~1938년 8월 12일)는, 일본의 출판사 쇼가쿠간과 슈에이샤의 창립자며, 별명은 오오가 쇼히로(相賀祥宏)이다. 장남은 쇼가쿠간의 제 2대 사장 오가 데쓰오(相賀徹夫), 손자는 쇼가쿠간의 제 3대 사장 오가 마사히로(相賀昌宏)이다.